# Pardosa prativaga scoparia
Pardosa prativaga là một phân loài nhện trong họ Lycosidae.
Loài này thuộc chi Pardosa. Pardosa prativaga scoparia được Eugène Simon miêu tả năm 1937.

## Hình ảnh

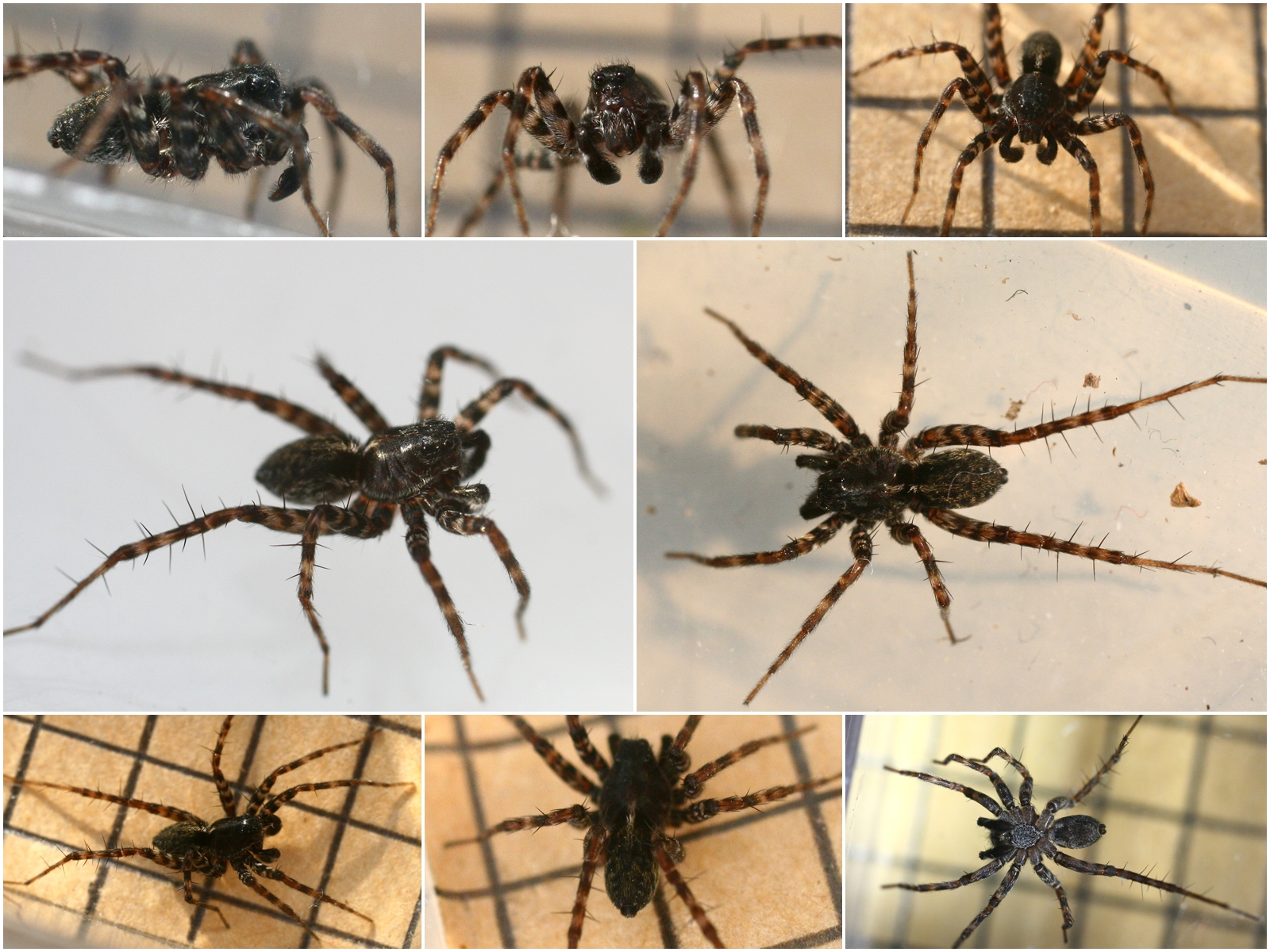